# Nycticorax (créature imaginaire)
Pour les articles homonymes, voir Nycticorax.

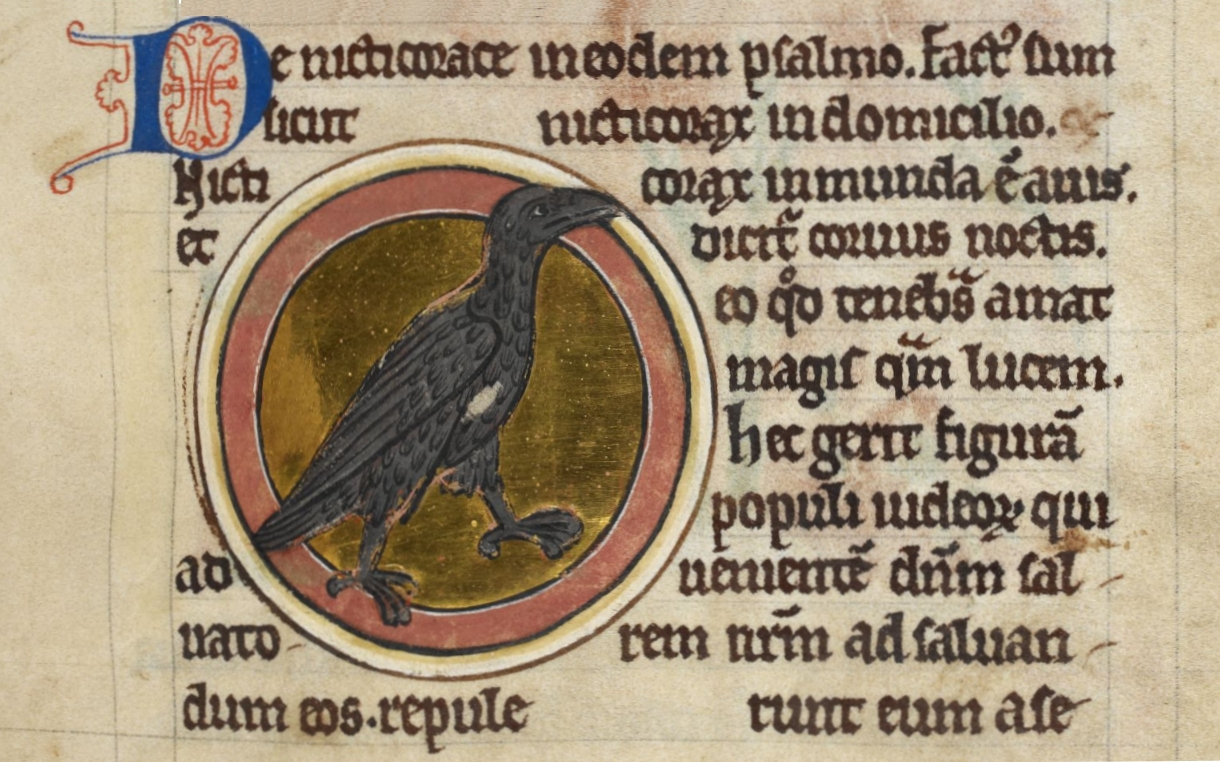
Nycticorax d'un Bestiaire du XIIIe siècle

Le Nycticorax (du grec νύχτα "nuit" et  κοράκι "corbeau") est un oiseau légendaire décrit dans des bestiaires médiévaux. 
Il est parfois représenté comme un oiseau sale et puant, serviteur du démon[réf. nécessaire].

## Description antisémite de Pierre de Beauvais
Pierre de Beauvais décrit ainsi le nicticorax dans son Bestiaire : 

« Les physiologues disent que le nicticorax aime beaucoup les ténèbres, plus que le jour, et est vrai qu'il ne veut jamais voler durant le jour (Phisiologes dist que li nicticorax aime molt les tenebres pins que le jor ; et voirs est que il ne velt onque voler par jor). »

Puis, à cette description en deux lignes de cet animal fabuleux, Pierre de Beauvais ajoute vingt lignes alimentant la judéophobie de son temps, sur le thème « le juif ressemble au nicticorax : il hait la lumière du jour et aime les ténèbres ». Si « le nycticorax, qui se nourrit d'ordures et de ténèbres, et ne vole qu'à l'envers, [symbolisait] le peuple juif en tant qu'il se détourne de l'Église et demeure frappé de malédiction ». Régine Pernoud le justifie par cette « aptitude bien médiévale à chercher le sens caché des choses ».